# Vedat Aydın
Pour les articles homonymes, voir Aydın (homonymie).
Vedat Aydın (1953 - 7 juillet 1991) est un homme politique et défenseur des droits humains kurde.

## Biographie
Vedat est né en 1953 dans un village de Bismil, Diyarbakir. Il est diplômé du département littéraire de l'école professionnelle de Diyarbakir en 1979. Il est devenu membre fondateur et délégué de la branche de Diyarbakir de l'Association turque des droits de l'homme (IHD). Il était marié à Sükran Aydın.

### Militant des droits Kurdes
Lors de la réunion annuelle de l'IHD en octobre 1990, il brave les interdictions en prononçant le premier discours public en langue kurde en Turquie. La décision de faire le discours en Kurde a été prise par les délégués kurdes, mais a surpris les autres membres. De nombreux autres délégués non kurdes ont quitté le congrès en signe de protestation tandis qu'Aydin a poursuivi son discours, qui a été traduit par Ahmet Zeki Okçuoglu en turc. Aydin est arrêté et détenu à la prison d'Ulucanlar, à Ankara. Après sa libération, il est élu à la tête du Parti travailliste du peuple (HEP) à Diyarbakir.

### Assassinat
Il est tué en juillet 1991. Le 5 juillet 1991, des hommes armés se présentant comme des policiers à son domicile l'ont forcé à monter dans une voiture. Le 7 juillet 1991, son corps est retrouvé sous un pont, juste à l'extérieur des limites de la province de Diyarbakir, dans le district de Maden de la province d'Elazıĝ. Il est immédiatement enterré dans la municipalité de Maden. Plus tard, une autopsie est pratiquée, confirmant que le corps appartenait à Aydın : il est donc ré-enterré à Diyarbakir. Son crâne a été fracturé, ses jambes brisées et une quinzaine d'impacts de balles ont criblé son corps. 8 balles ont été retrouvées dans son corps. Personne n'a été inculpé pour le meurtre de Vedat Aydin. 
Lors de ses funérailles à Diyarbakir le 10 juillet 1991, la police a tiré à balles réelles sur une foule de 100 000 personnes en deuil. La police a affirmé que des pierres avaient été lancées depuis l'intérieur de la foule, ce que les témoins ont démenti,. En conséquence, 7 à 13 personnes ont été tuées et jusqu'à 100 personnes ont été blessées. Des protestations contre ces événements ont eu lieu les jours suivants à Diyarbakir, Nusaybin, Lice, Uludere et Bismil. Personne n'a été inculpé pour le meurtre des accompagnateurs du cortège funèbre. Le 4 décembre 1993, une délégation de parlementaires du DEP a été attaquée à main armée alors qu'ils étaient en mission à Batman pour tenter de découvrir qui avait tué Aydın. En conséquence, le député de Mardin Mehmet Sincar et le chef du parti local de Batman ont été tués et le député de Batman Nizamettin Toğuç a été blessé avec trois autres personnes. L'enquête sur le meurtre de Vedat Aydın s'est poursuivie, mais en 2009, 18 ans après son meurtre, un tribunal de Malatya a décidé de clore l'enquête sur le meurtre d'Aydin et a renvoyé le dossier à Diyarbakir en raison d'un manque de compétence.